# Mateu Camariota
Mateu Camariota (en llatí Matthaeus Camariota, en grec Ματταῖος Καμαριῶτα) fou un eclesiàstic grec. El 1438 va acompanyar Joan VIII Paleòleg a Itàlia i fou present als concilis de Ferrara i Florència. Fou tutor de Jordi Escolari. El seu pare va morir durant la conquesta de la capital de l'Imperi pels otomans el 1453 i Mateu, nadiu de Constantinoble o Tessalònica va presenciar els fets.

## Obres
Va escriure:
- Epistola de capta Constantinopoli.
- Epitome in Hermogenem et Rhetoricae Liber.
- Synopsis Rhetorica.
- Commentarii in Synesii Epistolas.
- Encomium in tres Hierarchas, Basilium, Gregorium et Chrysostomum.
- (dubtós) Matthaei Monachi et Presbyteri Thessalonicensis de Divina Gratia et Lumine
- Tractatus de iis qui Spuria et Aliena docent.
- Orationes de Sacro Officio Pastorali.
- Tres Canones Iambici s. Hymni.
- Canon Iambicus de Christo atque ejus Cruce.

Les tres darreres s'atribueixen normalment a un altre Mateu Camariota contemporani, però sembla molt estranya l'existència de dos personatges simultanis amb el mateix nom.